# Jules Simon
Jules François Simon (31. prosince 1814 Lorient – 8. června 1896 Paříž) byl francouzský politik, v letech 1876–1877 premiér Francie. Byl představitelem Umírněných republikánů (Républicains modérés).

## Život
Jeho původní příjmení bylo Suisse, ale zřekl se ho a jako příjmení pak používal třetí křestní jméno. Vystudoval École Normale Supérieure, kde ho ovlivnil filozof Victor Cousin. Ten ho pak roku 1839 udělal svým asistentem na Pařížské univerzitě. V letech 1844–1845 vyšly dva svazky jeho Histoire de l'école d'Alexandrie. Stal se pravidelným přispěvatelem do Revue des deux mondes a v roce 1847 založil s Amédée Jacquesem a Émilem Saissetem časopis Liberté de penser. Ten ale opustil, když Jacques dovolil publikovat článek obhajující kolektivismus, s nímž Simon nikdy nesympatizoval.
V roce 1848 zastupoval Côtes-du-Nord v Národním shromáždění a následujícího roku vstoupil do Státní rady, ale byl vyloučen kvůli svým republikánským názorům. Po převratu Ludvíka Napoleona byl zbaven profesury a ztratil možnost učit. Věnoval se pak vydávání filozofických a politických spisů spíše populárního a naučného charakteru (Le Devoir, La Religion naturelle, La Liberté de conscience, La Liberté politique, La Liberté civile ad.). V roce 1863 se mohl vrátit do parlamentu, podporoval zde opozici. Jeho kniha La Politique radicale z roku 1868 měla mimořádným vliv na radikální kruhy.
5. září 1870 se stal ministrem školství ve vládě národní obrany. Po kapitulaci Paříže v lednu 1871 byl poslán do Bordeaux, aby zlomil odpor Léona Gambetty k mírové smlouvě s Němci. Gambetta vydal rozkaz k jeho zatčení, když předstíral, že nevěří v jeho pověření. Po jasném potvrzení z Paříže nakonec Gambetta ustoupil.
Po vzniku třetí republiky se znovu ujal postu ministra školství. Obhajoval bezplatné základní vzdělání a povzbuzoval ke studiu živých jazyků na úkor latiny. Jeho chystaná velká reforma základního školství ale narážela na velký odpor katolíků (zejm. Félixe Dupanloupa). V úřadu setrval až do Thiersova pádu v roce 1873. Ocitl se v tvrdém sevření, neboť monarchistická pravice ho považovala za krajně nebezpečného, extrémní levice mu nedůvěřovala pro jeho umírněné názory a Gambetta mu nikdy neodpustil ponížení v Bordeaux. To ho načas zbavilo vlivu. V roce 1875 se stal členem Académie Française a doživotním senátorem. Již roku 1876 byl ale pověřen sestavením nového vládního kabinetu.
Simon pak ve vládním aparátu provedl protimonarchistickou čistku. Tím se stal velkým nepřítelem konzervativců a klerikálů, kteří využili svého vlivu na prezidenta MacMahona, který na Simona zatlačil zvláštním neformálním způsobem: napsal mu dopis, v němž "litoval, že si již neudržel svůj vliv ve sněmovně". Byla o nepřímá výzva k rezignaci, která se však nezakládala na žádných reálných prezidentových pravomocech. Fakticky v žádném hlasování Simon důvěru sněmovny neztratil. Přesto se rozhodl tuto nepřímou výzvu prezidenta vyslyšet a podal demisi. To vyvolalo bouři hněvu ve sněmovně - jednak vůči prezidentovi a také vůči Simonovi, jehož krok byl interpretován jako akt zbabělosti a pohrdání parlamentem. To také zabránilo, aby Simon získal ještě někdy nějakou významnou funkci. On sám svůj čin dodatečně obhajoval tím, že se jím snažil zabránit MacMahonovu státnímu převratu. Ve francouzské politice tato situace zahájila značnou krizi, známou též jako "krize 16. května". Nakonec z ní ale vyšli vítězně republikáni a francouzský politický systém se definitivně proměnil v parlamentní, neboť názor, že premiér je odpovědný sněmovně a nikoli prezidentovi, jasně převládl.
Simon pak v parlamentu zaujal pozici v levém středu. Svůj oslabený vliv renovoval rozsáhlou publicistikou, a to zejména v listech Le Matin, Journal des débats a Le Temps. Svou politickou kariéru zachytil v mnoha vzpomínkových knihách, které jsou cenným zdrojem pro historiky.